# Mattia Gavazzi
Mattia Gavazzi (Iseo, 14 de junio de 1983) es un ciclista italiano.

## Biografía
Mattia Gavazzi nació en una familia de ciclistas. Su padre Pierino, fue un ciclista profesional de 1973 a 1992. Su hermano mayor Francesco es miembro del equipo Androni Giocattoli-Sidermec
Ganador de etapa en el Baby Giro en 2004, Mattia Gavazzi comenzó su carrera profesional en 2006, en el equipo de Team LPR. A mediados de temporada, se unió al equipo de Amore e Vita. Consiguió varios lugares de honor durante esta temporada y se unió al año siguiente al Kio Ene. Ganó seis victorias durante ese año, incluyendo tres etapas del Tour de Normandía, lo que demuestraba su talento como esprínter.
En 2008, se queda en dentro de la misma formación que se convierte en el equipo Preti mangimi. En febrero terminó segundo en una etapa del Tour de la Provincia de Grosseto, por detrás de Danilo Napolitano y por delante de Filippo Pozzato. Al mes siguiente fue de nuevo dos veces segundo en la Semana Internacional Coppi y Bartali, derrotado por Francesco Chicchi. En abril, ganó una etapa en la Semana Lombarda, a continuación, en mayo, ganó el Giro de Toscana por delante de Francesco Chicchi.
En abril de 2010, la UCI le suspendió provisionalmente después de haber dado positivo en cocaína el 31 de marzo en la Semana Lombarda. El 26 de marzo de 2012 el tribunal antidopaje del Comité Olímpico Italiano, tomó resolución sobre el caso y anunció que la pena de suspensión para Gavazzi era de seis años pero que se le rebajaba en tres años y seis meses por colaborar en la investigación.
El 13 de abril de 2016, la UCI le suspendió provisionalmente después de haber dado positivo en cocaína el 10 de julio durante la disputa de la Vuelta al Lago Qinghai. Fue la tercera vez que aparecía cocaína en sus controles tras dos positivos, uno en 2004 cuando era amateur, y otro en 2010 ya mencionado anteriormente. La sanción podría oscilar entre los ocho años y la suspensión a perpetuidad.

## Palmarés
| 2004 (como amateur) - 1 etapa del Baby Giro - Circuito del Porto-Trofeo Arvedi 2007 - 2 etapas de la Jadranska Magistrala - 3 etapas del Tour de Normandía - 1 etapa de la Vuelta a Navarra 2008 - 1 etapa de la Semana Lombarda - Giro de Toscana - 1 etapa del Circuit de Lorraine - 1 etapa del Brixia Tour 2009 - 1 etapa del Tour de San Luis - 4 etapas del Tour de Langkawi - 1 etapa de la Semana Lombarda - 3 etapas de la Vuelta a Venezuela - 2 etapas del Brixia Tour 2010 - 1 etapa de la Semana Lombarda | 2013 - 1 etapa del Tour de San Luis - Giro de Toscana - 1 etapa del Tour de Sibiu - 1 etapa de la Vuelta a Venezuela 2014 - 2 etapas de la Vuelta al Lago Qinghai - 1 etapa del Tour de China I - 1 etapa del Tour de China II - 1 etapa del Tour de Fuzhou 2015 - 1 etapa de la Vuelta a México - 1 etapa del Tour de Estonia - 4 etapas de la Vuelta al Lago Qinghai - Tour de China II, más 3 etapas - 2 etapas del Tour de Fuzhou |

## Resultados en Grandes Vueltas
| Carrera | Carrera         | 2006 | 2007 | 2008 | 2009 | 2010 | 2011 | 2012 | 2013 | 2014 | 2015 |
| ------- | --------------- | ---- | ---- | ---- | ---- | ---- | ---- | ---- | ---- | ---- | ---- |
|         | Giro de Italia  | —    | —    | —    | —    | —    | —    | —    | Exp. | —    | —    |
|         | Tour de Francia | —    | —    | —    | —    | —    | —    | —    | —    | —    | —    |
|         | Vuelta a España | —    | —    | —    | —    | —    | —    | —    | —    | —    | —    |

—: no participa
Exp.: expulsado por la organización